# Consoli della Compagna Communis Ianuensis
Abbiamo notizie dei consoli nel comune di Genova con documentazione certa a partire dal 1099 con la crociata in Terrasanta.
La repubblica diede pertanto incarico a Caffaro di Rustico da Caschifellone, uomo politico e ambasciatore molto apprezzato, di redigere degli annali dove si parlasse degli argomenti più importanti accaduti in città annualmente. Caffaro sarà solo il primo degli "scribi" al servizio della repubblica.
Le cose più importanti da ricordare in questa fase sono: 
1) Fino al 1121 i consoli avranno (tranne che in un altro caso, nel 1128) durata per più di un anno.
2) Dal 1130 vi sarà la distinzione tra consoli communis e dei placiti, che li affiancheranno.
3) Dall'anno 1191 l'istituto consolare sarà sostituito da quello podestarile, salvo essere ripreso a fasi alterne fino al 1216, dopodiché cesserà del tutto.

## Consoli dal 1099 al 1163[1]
| N° | Titolo  | Nome | Nome | Elezione | Termine del mandato | Città di provenienza | Note                                                            |
| -- | ------- | --- | ---- | -------- | ------------------- | -------------------- | --------------------------------------------------------------- |
| 1  | Consoli | Amico Brusco, Mauro di Piazzalunga, Guido di Rustico di Rizo, Pagano della Volta, Ansaldo di Brasile, Buonmatto di Medolico |      | 1099     | 1101                |                      |                                                                 |
| 2  | Consoli | Guglielmo Embriaco, Guido di Rustico di Rizo, Ido di Carmandino, Guido Spinola                                              |      | 1102     | 1105                |                      |                                                                 |
| 3  | Consoli | Mauro di Piazzalunga, Iterio, Ottone Fornario, Guglielmo Malabito                                                           |      | 1106     | 1109                |                      |                                                                 |
| 4  | Consoli | Guglielmo Bufeira il Maggiore, Guido di Rustico di Rizo, Gandolfo Rufo, Guido Spinola                                       |      | 1110     | 1113                |                      |                                                                 |
| 5  | Consoli | Oglerio Capra, Lamberto Guezo, Lanfranco Roza, Oberto Malocello                                                             |      | 1114     | 1117                |                      |                                                                 |
| 6  | Consoli | Ottone di Garaldo, Iterio, Ottone Fornario, Ido di Carmandino                                                               |      | 1118     | 1119                |                      |                                                                 |
| 7  | Consoli | Opizzo Musso, Gandolfo Rufo, Lanfranco Roza, Guido Spinola                                                                  |      | 1120     | 1121                |                      |                                                                 |
| 8  | Consoli | Primo di Castro, Caffaro, Ottone de Mari, Guglielmo giudice di Drubecco                                                     |      | 1122     |                     |                      |                                                                 |
| 9  | Consoli | Oglerio Capra, Iterio, Guglielmo Della Volta, Guglielmo di Mauro                                                            |      | 1123     |                     |                      |                                                                 |
| 10 | Consoli | Guglielmo di Bombello, Bellamuto, Rainaldo Sardena, Rubaldo Vetulo                                                          |      | 1124     |                     |                      |                                                                 |
| 11 | Consoli | Guglielmo Pevere, Caffaro, Arnaldo Batigato, Ottone di Gandolfo Rufo                                                        |      | 1125     |                     |                      |                                                                 |
| 12 | Consoli | Ottone Gontardo, Guglielmo Porco, Bellamuto, Guglielmo Piccamiglio                                                          |      | 1126     |                     |                      |                                                                 |
| 13 | Consoli | Iterio, Marchio di Caffara, Guglielmo della Volta, Caffaro, Ottone de Mari, Rainaldo Sardena                                |      | 1127     |                     |                      |                                                                 |
| 14 | Consoli | Guglielmo giudice di Drubecco, Guiscardo, Guglielmo Pevere, Ottone Gontardo                                                 |      | 1128     | 1129                |                      |                                                                 |
| 15 | Consoli | Bellamuto, Guglielmo della Volta, Rubaldo Vetulo                                                                            |      | 1130     |                     |                      | Verranno affiancati per la prima volta dai consoli dei placiti. |
| 16 | Consoli | Guglielmo Pevere, Oberto Usodimare, Ottone Gontardo, Guglielmo di Mauro                                                     |      | 1131     |                     |                      |                                                                 |
| 17 | Consoli | Buonvassallo di Oddone, Oglerio di Guido, Guglielmo della Volta, Ottone di Gandolfo Rufo, Guglielmo Piccamiglio             |      | 1132     |                     |                      |                                                                 |
| 18 | Consoli | Oberto Torre, Lanfranco Vetulo, Ottone Cannella                                                                             |      | 1133     |                     |                      |                                                                 |
| 19 | Consoli | Ansaldo Mallone, Ansaldo Doria, Fabiano                                                                                     |      | 1134     |                     |                      |                                                                 |
| 20 | Consoli | Buonvassallo di Tetuica, Ido Gontardo, Ottone Cannella                                                                      |      | 1135     |                     |                      |                                                                 |
| 21 | Consoli | Ansaldo Mallone, Ido Porcello, Lanfranco Pevere                                                                             |      | 1136     |                     |                      |                                                                 |
| 22 | Consoli | Boemondo di Oddone, Enrico Guercio, Guglielmo Lusio, Guglielmo Burone                                                       |      | 1137     |                     |                      |                                                                 |
| 23 | Consoli | Ansaldo Mallone, Lanfranco Pevere, Bellamuto, Buonvassallo di Oddone                                                        |      | 1138     |                     |                      |                                                                 |
| 24 | Consoli | Guglielmo di Bombello, Oglerio di Guido, Guglielmo della Volta, Guglielmo Pevere                                            |      | 1139     |                     |                      |                                                                 |
| 25 | Consoli | Oberto Torre, Guglielmo Barca, Guiscardo, Guglielmo Malocello                                                               |      | 1140     |                     |                      |                                                                 |
| 26 | Consoli | Filippo di Lamberto, Guglielmo della Volta, Caffaro, Lanfranco Pevere                                                       |      | 1141     |                     |                      |                                                                 |
| 27 | Consoli | Ansaldo Mallone, Buonvassallo di Tetuica, Oglerio di Guido, Bellamuto                                                       |      | 1142     |                     |                      |                                                                 |
| 28 | Consoli | Bonsignore Mallone, Guglielmo Porco, Guglielmo della Volta, Lanfranco Pevere                                                |      | 1143     |                     |                      |                                                                 |
| 29 | Consoli | Tanclerio di Mauro, Filippo di Lamberto, Guglielmo Vento, Bellamuto                                                         |      | 1144     |                     |                      |                                                                 |
| 30 | Consoli | Ido Gontardo, Oglerio di Guido, Guiscardo, Guglielmo Lusio                                                                  |      | 1145     |                     |                      |                                                                 |
| 31 | Consoli | Ansaldo Mallone, Guglielmo Negro, Caffaro, Lanfranco Pevere                                                                 |      | 1146     |                     |                      |                                                                 |
| 32 | Consoli | Filippo di Lamberto, Oberto Torre, Oglerio di Guido, Baldovino, Ansaldo Doria, Guglielmo Piccamiglio                        |      | 1147     |                     |                      |                                                                 |
| 33 | Consoli | Lanfranco Pevere, Enrico Guercio, Giordano di Porta, Oglerio Vento, Ansaldo Mallone, Guglielmo Burone                       |      | 1148     |                     |                      |                                                                 |
| 34 | Consoli | Guglielmo Vento, Guglielmo Pelle, Guglielmo Negro, Caffaro, Oberto Spinola, Rubaldo Bisaccia                                |      | 1149     |                     |                      |                                                                 |
| 35 | Consoli | Ansaldo Mallone, Bodoano, Lanfranco Pevere, Guglielmo Lusio                                                                 |      | 1150     |                     |                      |                                                                 |
| 36 | Consoli | Guglielmo di Bombello, Guglielmo Stralando, Ottone Rufo, Boterico                                                           |      | 1151     |                     |                      |                                                                 |
| 37 | Consoli | Tanclerio di Piazzalunga, Rubaldo di Alberico, Rubaldo Bisaccia, Ansaldo Spinola                                            |      | 1152     |                     |                      |                                                                 |
| 38 | Consoli | Martino di Mauro, Guglielmo Negro, Enrico Guercio, Guglielmo Lusio                                                          |      | 1153     |                     |                      |                                                                 |
| 39 | Consoli | Oglerio di Guido, Ansaldo Doria, Oberto Spinola, Lanfranco Pevere                                                           |      | 1154     |                     |                      |                                                                 |
| 40 | Consoli | Guglielmo Porco, Oberto Cancelliere, Giovanni Malocello, Guglielmo Lusio                                                    |      | 1155     |                     |                      |                                                                 |
| 41 | Consoli | Guglielmo Burone, Ogerio Vento, Enrico Doria, Lanfranco Pevere                                                              |      | 1156     |                     |                      |                                                                 |
| 42 | Consoli | Rogerone de Ita, Guglielmo Vento, Oberto Spinola, Gandolfo Piccamiglio                                                      |      | 1157     |                     |                      |                                                                 |
| 43 | Consoli | Ingo della Volta, Ido Gontardo, Baldizone Usodimare, Giovanni Malocello                                                     |      | 1158     |                     |                      |                                                                 |
| 44 | Consoli | Ansaldo Mallone, Ogerio di Guido, Gionata Crispino, Rubaldo Bisaccia, Ansaldo Spinola, Lanfranco Pevere                     |      | 1159     |                     |                      |                                                                 |
| 45 | Consoli | Rogerone de Ita, Lanfranco di Alberico, Enrico Guercio, Ansaldo Doria                                                       |      | 1160     |                     |                      |                                                                 |
| 46 | Consoli | Bodoano di Mauro, Filippo di Lamberto, Marchio della Volta, Guglielmo Cicala, Oberto Spinola                                |      | 1161     |                     |                      |                                                                 |
| 47 | Consoli | Guglielmo Burone, Ingo della Volta, Nuvelone, Rubaldo Bisaccia, Grimaldo                                                    |      | 1162     |                     |                      |                                                                 |
| 48 | Consoli | Rogerone de Ita, Guglielmo Cassicio, Amico Grillo, Oberto Spinola, Lanfranco Pevere                                         |      | 1163     |                     |                      |                                                                 |

## Consoli dal 1164 al 1173[2]
| N° | Titolo  | Nome | Nome | Elezione | Termine del mandato | Città di provenienza | Note |
| -- | ------- | --- | ---- | -------- | ------------------- | -------------------- | ---- |
| 49 | Consoli | Lanfranco, Piccamillo, Alberico, Marchio della Volta, Corso Sigismondi, Rubaldo Bisaccia, Baldizone Usodimare                                           |      | 1164     |                     |                      |      |
| 50 | Consoli | Simone Doria, Ottone bono degli Alberici, Guglielmo Cicala, Amico Grillo                                                                                |      | 1165     |                     |                      |      |
| 51 | Consoli | Ansaldo Tanclei, Simone Doria, Ido Gontardo, Ottone di Caffaro, Nicola Roza, Oberto Recalcato                                                           |      | 1166     |                     |                      |      |
| 52 | Consoli | Enrico Mallone, Bodoano de Mauro, Corso Sigismondi, Ottone bono degli Alberici, Ruggero di Marabito, Rubaldo Bisaccia, Oberto Spinola, Lanfranco Pevere |      | 1167     |                     |                      |      |
| 53 | Consoli | Ido Gontardo, Nubelone, Nicola di Rodolfo, Lamberto Grillo, Bellamuto                                                                                   |      | 1168     |                     |                      |      |
| 54 | Consoli | Ruggero di Marabito, Anselmo Garrio, Nicola Roza, Ingone Tornello, Ottone di Caffaro                                                                    |      | 1169     |                     |                      |      |
| 55 | Consoli | Boiamonte Odoni, Ogerio Vento, Ottone bono degli Alberici, Griamldo, Oberto Recalcato                                                                   |      | 1170     |                     |                      |      |
| 56 | Consoli | Alberico, Ottone di Caffaro, Nicola Roza, Rubaldo Guelfo, Guglielmo Sardena                                                                             |      | 1171     |                     |                      |      |
| 57 | Consoli | Simone Doria, Corso Sigismondi, Ottobono, Rubaldo Bisaccia, Amico Grillo, Oberto Spinola                                                                |      | 1172     |                     |                      |      |
| 58 | Consoli | Ansaldo Tanclei, Ingo della Volta, Lanfranco Alberico, Nicola di Rodolfo, Bellamuto, Guglielmo Negrone                                                  |      | 1173     |                     |                      |      |

## Consoli dal 1174 al 1190[3]
| N° | Titolo  | Nome | Nome | Elezione | Termine del mandato | Città di provenienza | Note                                          |
| -- | ------- | --- | ---- | -------- | ------------------- | -------------------- | --------------------------------------------- |
| 59 | Consoli | Guglielmo Lungo, Ottone degli Alberici, Ottone da Caffaro, Guglielmo Doria, Guglielmo Pevere, Buonvassalo di Antiochia           |      | 1174     |                     |                      |                                               |
| 60 | Consoli | Folco di Castro, Ruggero da Castello, Ingo della Volta, Rubaldo Bisaccia, Ugo Baldizone, Piccamiglio                             |      | 1175     |                     |                      |                                               |
| 61 | Consoli | Nicola Embriaco, Bodoano de Mauro, Ogerio Vento, Simone Doria, Amico Grillo, Baldizone Usodimare                                 |      | 1176     |                     |                      |                                               |
| 62 | Consoli | Ingo della Volta, Guglielmo Vento, Guglielmo Lungo, Rubaldo Bisaccia, Guglielmo Sardena, Oberto Recalcato                        |      | 1177     |                     |                      |                                               |
| 63 | Consoli | Otto Fornario, Guglielmo Negrone, Bisaccino, Nubelone, Alberico, Guglielmo Modiferro                                             |      | 1178     |                     |                      |                                               |
| 64 | Consoli | Nicola Embriaco, Ogerio Vento, Ottone degli Alberici, Baldizone Usodimare, Guglielmo Doria, Amico Grillo                         |      | 1179     |                     |                      |                                               |
| 65 | Consoli | Ingo della Volta, Guglielmo Vento, Alberico, Ido di Carmandino, Simone Doria, Ugo di Baldizone                                   |      | 1180     |                     |                      |                                               |
| 66 | Consoli | Anselmo Garrio, Ansaldo di Tanclerio, Nubelone di Alberico, Bisaccia, Guglielmo Doria, Ido Picius                                |      | 1181     |                     |                      |                                               |
| 67 | Consoli | Ingo della Volta, Nicola Mallone, Guglielmo Modiferro, Andrea Doria, Piccamiglio, Spezzapreda                                    |      | 1182     |                     |                      |                                               |
| 68 | Consoli | Ugolino Mallone, Ansaldo Bufferio, Rubaldo della Volta, Anglerio de Mari, Guglielmo Doria, Lanfranco Pevere                      |      | 1183     |                     |                      |                                               |
| 69 | Consoli | Guglielmo Tornello, Nubelone, Rubaldo Porcelli, Amico Grillo, Grimaldo, Iacopo della Turca                                       |      | 1184     |                     |                      |                                               |
| 70 | Consoli | Nicola Embriaco, Ingo della Volta, Guglielmo Vento, Bisaccino, Simone Doria, Lanfranco Pevere                                    |      | 1185     |                     |                      |                                               |
| 71 | Consoli | Ugolino Mallone, Raimondo della Volta, Guglielmo Tornello, Guglielmo Doria, Amico Grillo, Guglielmo Pevere                       |      | 1186     |                     |                      |                                               |
| 72 | Consoli | Guglielmo Embriaco, Ansaldo Bufferio, Rubaldo della Volta, Ido di Carmandino, Anglerio de Mari, Iacopo della Turca               |      | 1187     |                     |                      | Anglerio de Mari viene ucciso durante l'anno. |
| 73 | Consoli | Fulco di Castello, Nicola Embriaco, Ingo della Volta, Ogerio Vento, Simone Doria, Oberto Spinola, Baldovino Guercio, Spezzapreda |      | 1188     |                     |                      |                                               |
| 74 | Consoli | Guglielmo Embriaco, Bodoano di Mauro, Guglielmo Vento, Niccolò de Mari, Ottone Negrone, Bisaccino, Guido Spinola, Piccamiglio    |      | 1189     |                     |                      |                                               |
| 75 | Consoli | Raimondo della Volta, Marino di Bodoano, Simone Vento, Ido di Carmandino, Lanfranco Pevere, Enrico Piccamiglio                   |      | 1190     |                     |                      |                                               |

### Consoli nell'ultima fase (fino al 1216)[4]
| N° | Titolo  | Nome | Nome | Elezione | Termine del mandato | Città di provenienza | Note                                          |
| -- | ------- | --- | ---- | -------- | ------------------- | -------------------- | --------------------------------------------- |
| 76 | Consoli | Guglielmo Embriaco, Nicola Mallone, Giordano Richerio, Guglielmo Guercio, Niccolò Doria, Guido Spinola                   |      | 1201     |                     |                      |                                               |
| 77 | Consoli | Fulco di Castro, Lanfranco Rubeus, Guglielmo Malocello, Niccolò Doria, Enrico Negro, Oberto Spinola                      |      | 1207     |                     |                      |                                               |
| 78 | Consoli | Guglielmo Embriaco, Ottone della Croce, Guglielmo Guercio, Montanaro Doria, Guglielmo Negro, Guglielmo Spinola           |      | 1208     |                     |                      |                                               |
| 79 | Consoli | Ugone Embriaco, Guglielmo della Volta, Ido di Carmandino, Daniele Doria, Oberto Usodimare, Enrico Negro                  |      | 1209     |                     |                      | Ido di Carmandino è morto nell'anno corrente. |
| 80 | Consoli | Nicola Embriaco, Enrico Diotisalvi, Malocello, Simone di Camilla, Avvocato, Enrico Domusculte                            |      | 1210     |                     |                      |                                               |
| 81 | Consoli | Guglielmo Embriaco maggiore, Bonifacio della Volta, Guglielmo Guercio, Niccolò Doria, Guglielmo Spinola, Sorleone Pevere |      | 1212     |                     |                      |                                               |
| 82 | Consoli | Nicola Embriaco, Oberto della Volta, Guglielmo Scotti, Montanaro Doria, Federico Grillo, Erode de Mari                   |      | 1213     |                     |                      |                                               |
| 83 | Consoli | Giovanni della Volta, Guglielmo Tornello, Enrico Guercio, Ansaldo de Mari, Oberto Spinola, Ogerio Pevere                 |      | 1214     |                     |                      |                                               |
| 84 | Consoli | Guglielmo Embriaco, Fulco da Castello, Bonifacio della Volta, Manuele Doria, Avvocato, Lanfranco de Mari                 |      | 1215     |                     |                      |                                               |
| 85 | Consoli | Filippo Embriaco, Raimondo della Volta, Simone di Bulgaro, Percivalle Doria, Guglielmo Spinola, Lanfranco della Turca    |      | 1216     |                     |                      |                                               |